# Merycoidodontidae
Die Merycoidodontidae, früher als Oreodontidae bezeichnet, sind eine ausgestorbene Gruppe von Paarhufern, die über einen Zeitraum von 30 Millionen Jahren vom späten Eozän bis zum späten Miozän in Nord- und Mittelamerika lebten. Sie scheinen aus den Agriochoeridae hervorgegangen zu sein. Da die ersten Merycoidodontiden schon weit entwickelt waren, nimmt man eine lange, fossil nicht dokumentierte Vorgeschichte an. Eine erste Adaptive Radiation der Merycoidodontidae fand im frühen Eozän statt, eine zweite im späten Oligozän.

## Merkmale
Sie waren schweineähnlich, schlank bis gedrungen und von der Größe eines Hasen bis zu der eines Hausschweins. Der Unterkiefer war hoch und hatte einen großen Winkel zwischen Unterkieferkörper und aufsteigendem Unterkieferast. Ihre Bezahnung war unreduziert und selenodont. Der obere Eckzahn und der erste untere Prämolar standen gegenüber, der untere Eckzahn war schneidezahnartig geformt, der obere Eckzahn und der erste Prämolar waren durch ein kurzes Diastema getrennt. Sie waren Zehengänger mit einem vierzehigen Fuß, bei denen die Zehen zwei bis fünf Bodenkontakt hatten. Merycoidodontiden waren vor allem Blattfresser, einige fraßen möglicherweise auch Gras oder beides.

## Unterfamilien und Gattungen

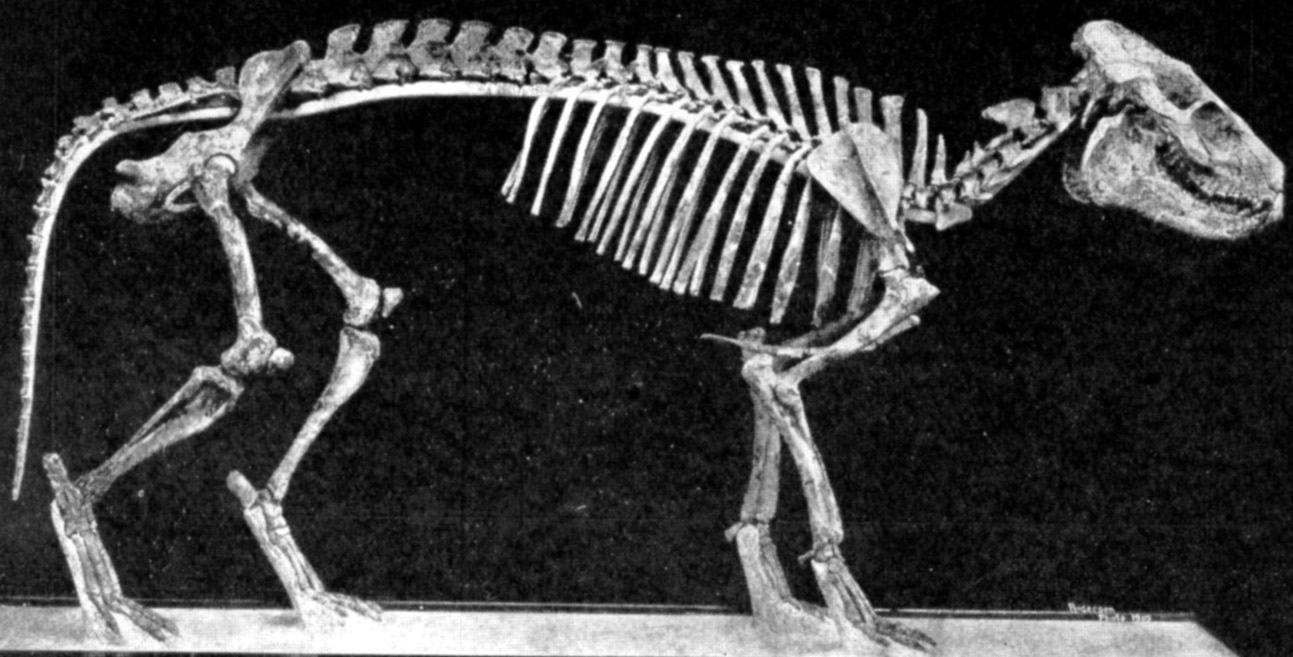
Skelett von Merycoidodon culbertsoni

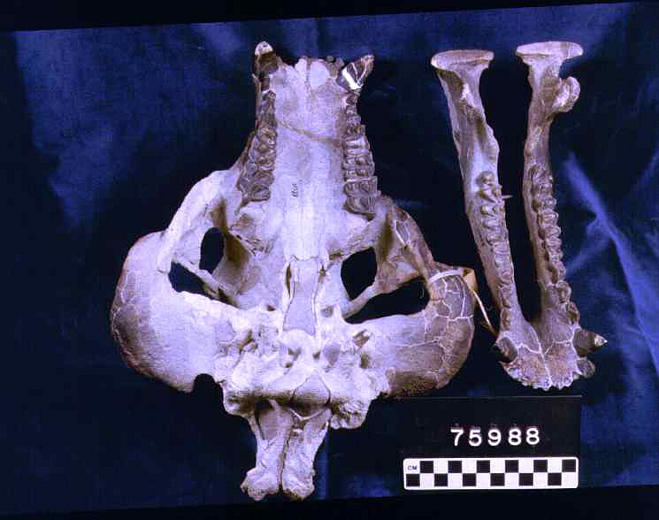
Schädel und Unterkiefer von Merycochoerus superbus im UCMP, Ansicht von unten

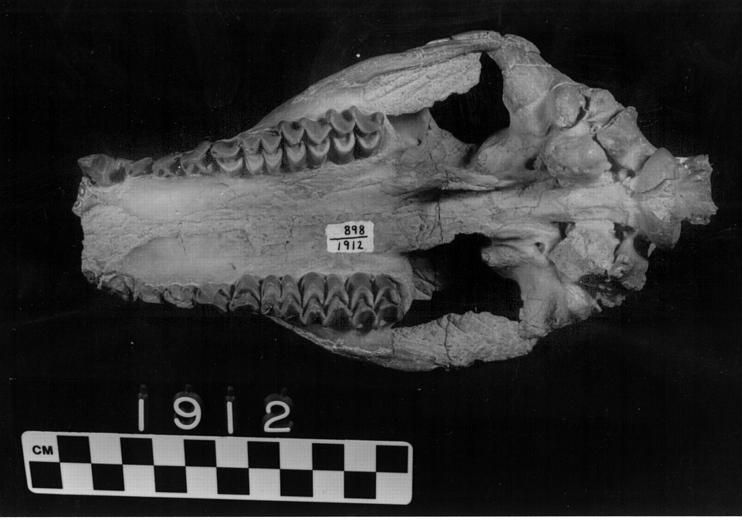
Schädel von Eporeodon occidentalis im UCMP, Ansicht von unten

- Merycoidodontidae

- Aclistomycterinae

- Aclistomycter

- Oreonetinae

- Bathygenys
- Oreonetes

- Leptaucheniinae

- Leptauchenia
- Limnenetes
- Sespia

- Miniochoerinae

- Miniochoerus

- Merycoidodontinae

- Merycoidodon
- Mesoreodon

- Promerycochoerinae

- Desmatochoerus
- Promerycochoerus
- Megoreodon

- Merycochoerinae

- Hypsiops
- Submerychoerus
- Merychoerus

- Eporeodontinae

- Eporeodon
- Merycoides

- Ticholeptinae

- Paroreodon
- Phenacocoelus
- Ticholeptus

- Merychyinae

- Merychyus
- Oreodontoides
- Paramerychyus

- „Ustatochoerinae“

- Ustatochoerus

- „Brachycrurinae“

- Brachycrus